# Mazurowiec
Mazurowiec – przysiółek w Jastrzębiu-Zdroju położony na terenie osiedla Zdrój. Jeszcze na początku XX wieku Mazurowiec należał do Jastrzębia Górnego. Teren rolniczy z czasem zamieniony na osiedle domów jednorodzinnych.
Nazwa pochodzi od nazwiska Mazur, które nosili ludzie zamieszkujący te tereny i do których należała część tych ziem.
Wbrew pozorom Mazurowiec bardziej związany jest z ul. Dworcową niż z ul. Mazurowiec.
To przy ulicy Dworcowej mieszkali potomkowie Mazurów, od których pochodzi nazwa dzielnicy.
Przy ulicy Dworcowej znajduje się komisariat policji, przychodnia Medicus, Komunalnik (do lat 70. XX wieku była tutaj cegielnia) oraz budynek byłego dworca kolejowego. 
W czasach reform w latach 90. XX wieku koleje państwowe podupadły i transport kolejowy w Jastrzębiu przestał istnieć z powodów finansowych. Po zakończeniu II wojny światowej Ludwik Mazur wybudował dom w którym w latach 50. była jadłodajnia, a później sklep GS. Znajdował się tutaj także punkt rozdzielczy ośrodka wczasów wiejskich Orbisu.
Ulica Dworcowa łączy się z jednej strony z ulicą 11 Listopada, a z drugiej z ulicą Zdrojową. Przy ul.11 Listopada znajduje się Urząd Skarbowy, Górnicze Centrum Kultury, Zespół Szkół nr 9 oraz Zespół Szkół Zawodowych. Przy ul. Zdrojowej jest Zamiejscowy Ośrodek Dydaktyczny Akademii Górniczo-Hutniczej.

## Obiekty w sąsiedztwie Mazurowca

### Budynki kolejowe

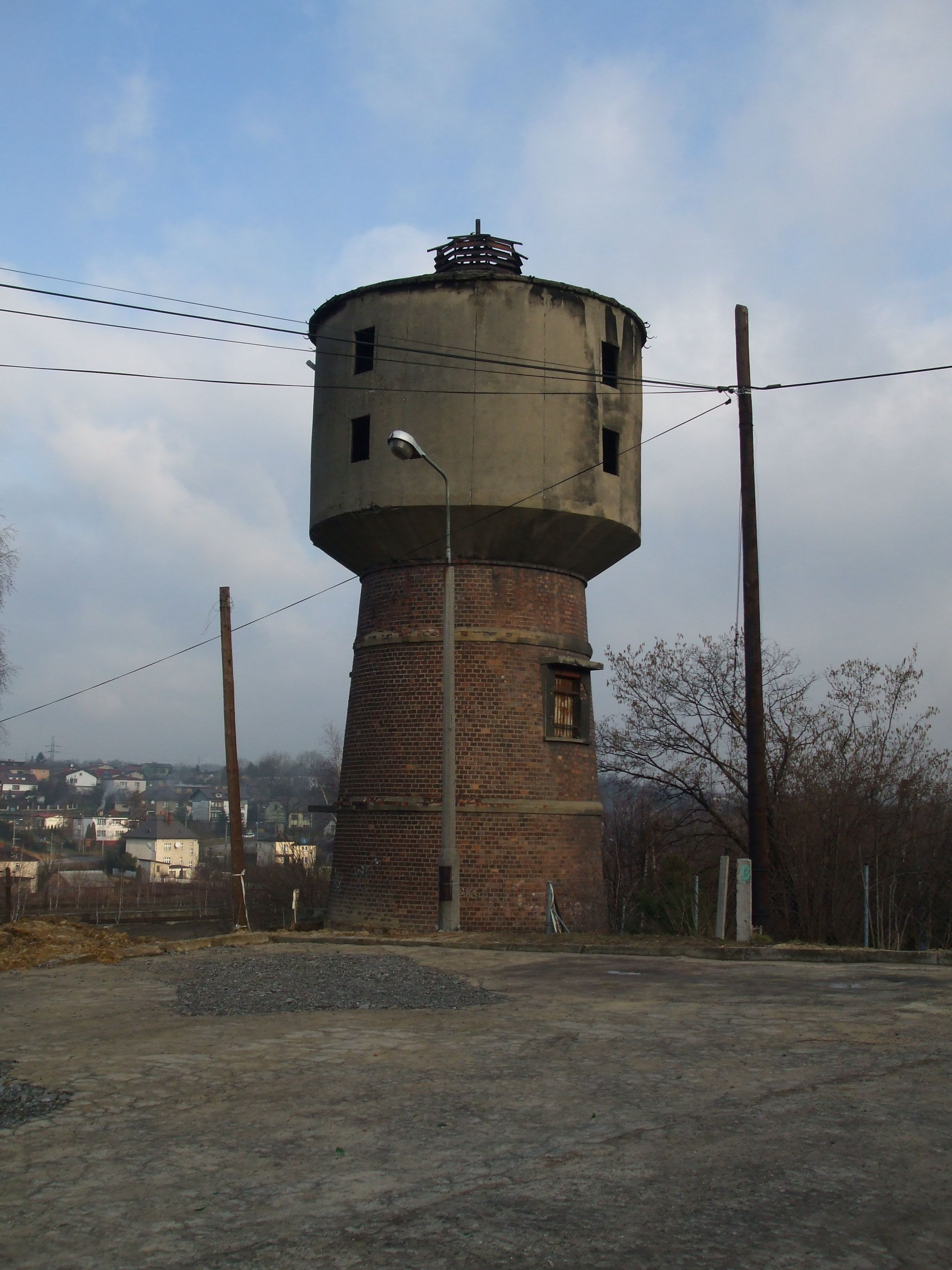
Wieża ciśnień

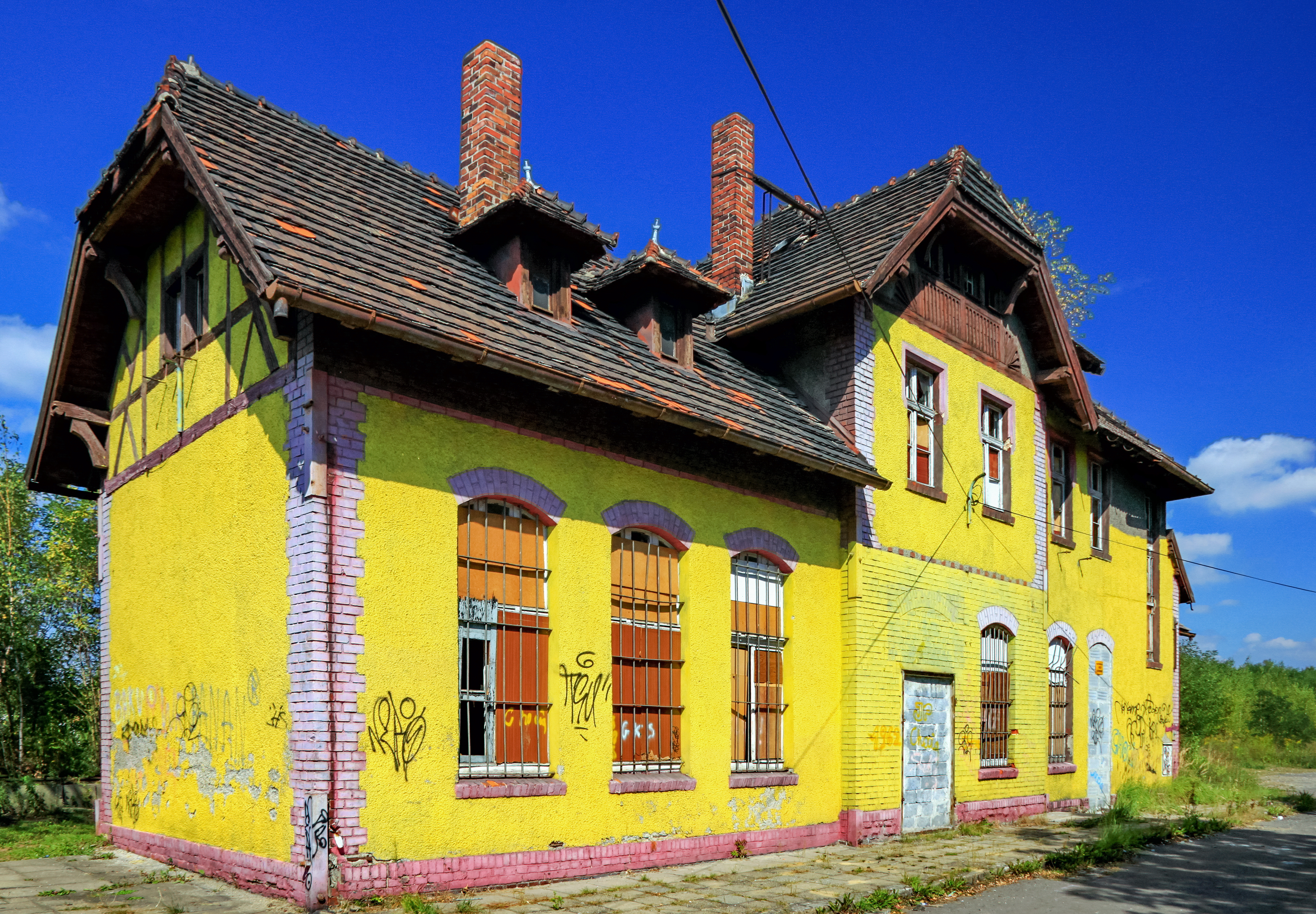
Dworzec PKP

Początek kolejnictwa w Jastrzębiu sięga roku 1911 kiedy to wybudowano dworzec i uruchomiono odcinek kolei żelaznej z Pawłowic do Jastrzębia Zdroju. Na uroczystym otwarciu był cesarz Wilhelm II. 
Dawne obiekty kolejowe nie spełniają już swojej roli. Wieża ciśnień przestała być potrzebna wraz z odejściem parowozów na emeryturę, a dworzec PKP po likwidacji transportu kolejowego w Jastrzębiu. Oba obiekty, choć objęte dozorem konserwatorskim - niszczały przez długi czas. 1 października 2018 roku spłonął dworzec PKP i z dniem 3 października 2018 zabytkowy budynek z 1911 roku został rozebrany.